# Schloss Rigal

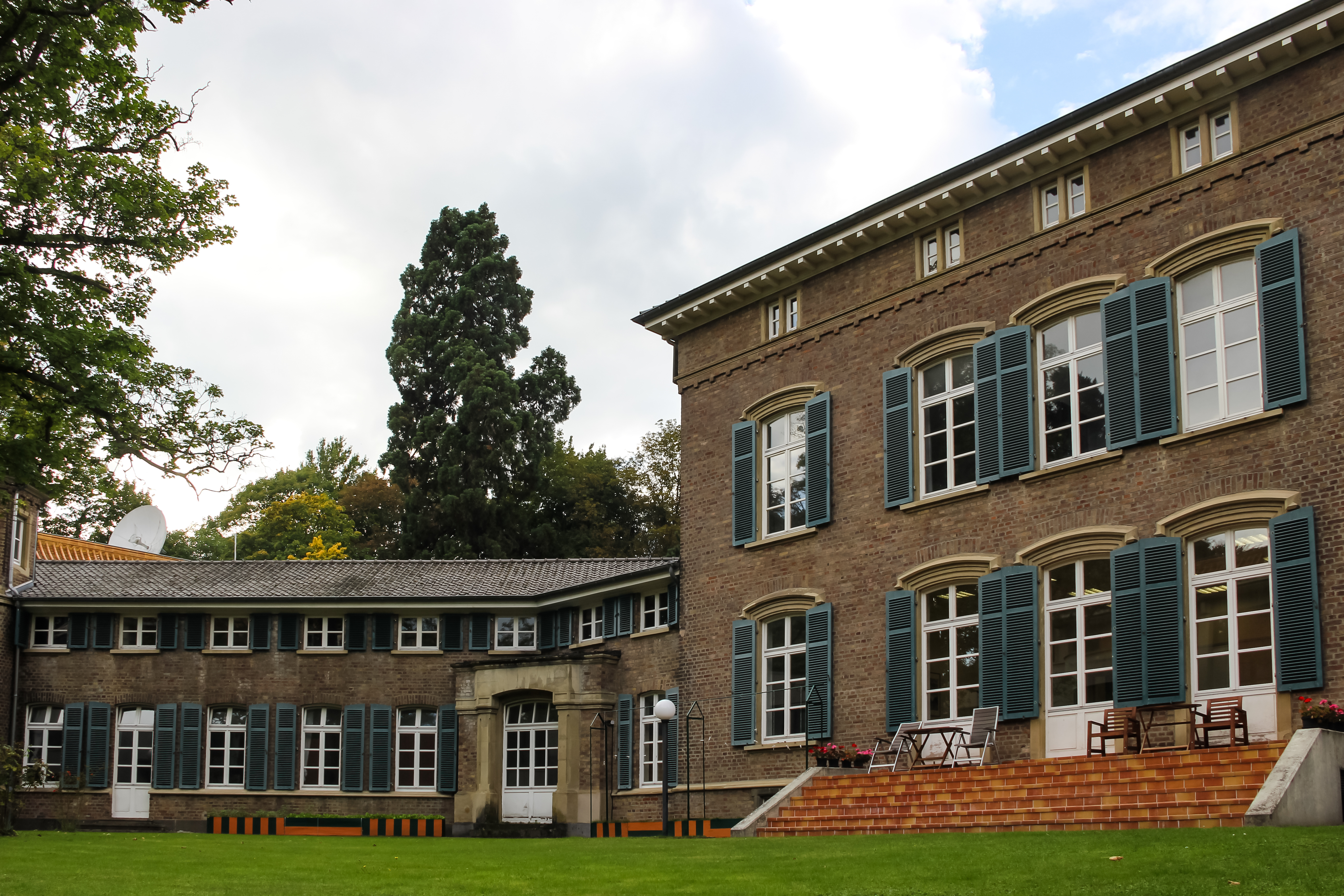
Schloss Rigal (2017)

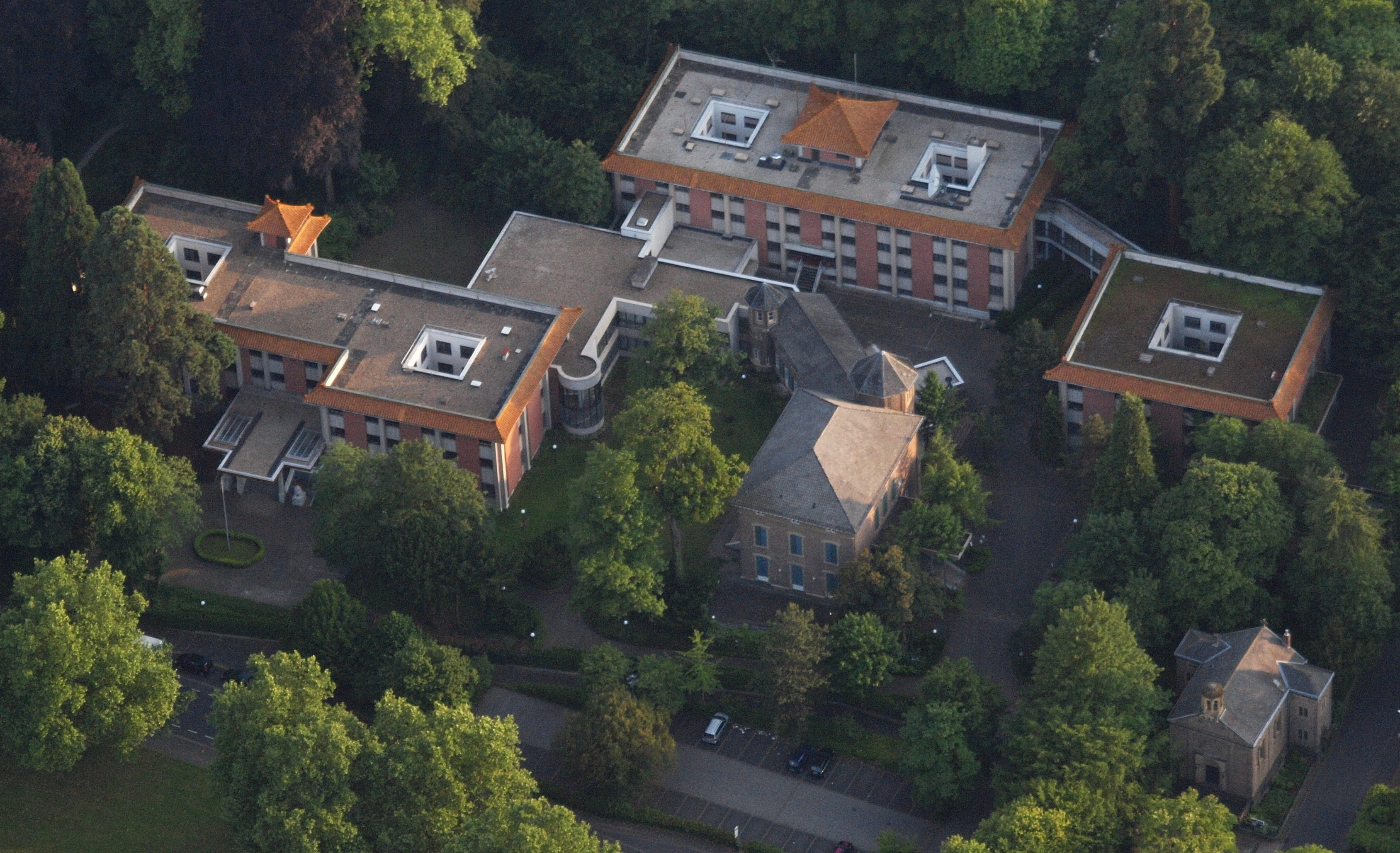
Luftaufnahme der chinesischen Botschaft, in der Mitte das Schloss Rigal und rechts die Rigal’sche Kapelle (2014)

Das Schloss Rigal (auch Rigal’sches Schloss) ist eine palaisähnliche Villa im Zentrum von Bad Godesberg, einem Stadtbezirk von Bonn, die 1849 errichtet wurde. Sie liegt an der Kurfürstenallee (Hausnummer 12) gegenüber der sogenannten „Rigal’schen Wiese“. Von 1982 bis 1984 wurde das Rigal’sche Schloss in den seinerzeit neugebauten Gebäudekomplex der chinesischen Botschaft einbezogen und war bis 1999 Residenz des chinesischen Botschafters; es wird heute weiterhin durch die Volksrepublik China genutzt.

## Geschichte
Die Villa entstand 1849 als Sommersitz:88 für den Bauherrn Ludwig Maximilian Freiherr von Rigal-Grunland (1809–1885), einen Seidenfabrikanten aus Krefeld, nach den Wünschen seiner Frau Caroline Melanie von Creutzer. Zu dem Anwesen gehörten eine kleine Landwirtschaft mit Ökonomiegebäude, Obstplantagen sowie ein Park auf ansteigendem Gelände. Unterhalb der Villa lagen Wiesen und Felder, darunter eine Reitwiese (heutige „Rigal’sche Wiese“); nach Südwesten hin reichte das Gelände auf den nach Muffendorf und zum Heiderhof aufsteigenden Hang der sogenannten „Wacholderhöhe“. 1854 ließ von Rigal-Grunland den auf seinem Grundstück gelegenen Ahrweiler Pfad teilweise verlegen.:90 Am Nordrand des Grundstücks zur heutigen Friedrich-Ebert-Straße hin ließ er von 1856 bis 1858 als Privatkapelle und erstes evangelisches Gotteshaus in Godesberg die sogenannte Rigal’sche Kapelle erbauen, die er 1860 der evangelischen Kirchengemeinde Bonn schenkte. Durch eine Schenkung vom 29. August 1874 ging auch das Grundstück der Kapelle in den Besitz der zuvor eigenständig gewordenen Kirchengemeinde Godesberg über.:94
Nach dem Zweiten Weltkrieg wurde das Rigal’sche Schloss, das zu diesem Zeitpunkt der Erbengemeinschaft von Rigal gehörte, für Besatzungszwecke beschlagnahmt. Nach 1950 wurde der acht Morgen umfassende, aus einer waldartigen Grünfläche bestehende südwestliche Teil des zum Rigal’schen Schloss gehörenden Grundstücks dem Land Nordrhein-Westfalen und später der Bundesrepublik Deutschland übereignet. Als erste Bebauung dieses Geländes entstand in drei Bauphasen 1950/51 und 1953 die Siedlung Im Etzental für Mitarbeiter der britischen und französischen Hochkommission. Die Villa diente von 1962 bis 1970 als Liegenschaft des Bundeswehramts.:90 Anschließend plante der Deutsche Sparkassen- und Giroverband, auf dem 1,2 Hektar umfassenden Grundstück ein Schulungszentrum zu errichten und zu diesem Zweck das Schloss Rigal abreißen zu lassen. Diese Pläne scheiterten, nachdem im Juni 1973 der Landeskonservator den Denkmalwert des Hauses festgestellt hatte. Ende 1973 erwarb die Volksrepublik China das Gelände für die Ansiedlung ihrer Botschaft. 1981 wurde der Dachstuhl des Gebäudes durch einen Brand beschädigt. Nach Abschluss der Verhandlungen mit der Bundesrepublik begann die Volksrepublik 1982 mit dem Neubau ihrer Botschaftsgebäude, wobei das als Residenz des Botschafters vorgesehene Schloss Rigal bis 1983 entkernt und wiederhergestellt wurde; von der ursprünglichen Bausubstanz blieben nur Teile der Umfassungsmauern erhalten. Im Zusammenhang mit den Baumaßnahmen wurde auch ein an der Straße vor der Villa stehendes, vermutlich auf das 18. Jahrhundert zurückgehendes Wegekreuz an die Ostseite der Rigal’schen Kapelle versetzt.
Im Zuge der Verlegung des Regierungssitzes zog die chinesische Botschaft 1999 nach Berlin um; eine in Bonn belassene Außenstelle wurde 2005 geschlossen. Die vormaligen Botschaftsgebäude sind weiterhin im Besitz der Volksrepublik China und beheimaten seit Frühjahr 2015 wieder eine Außenstelle der Botschaft.

## Architektur
Die Villa ist ein zweigeschossiger, spätklassizistischer Backsteinbau mit eingeschossigem Seitentrakt, der an der Westseite einen drei- und am Ende des Seitentrakts einen zweigeschossigen Rundturm besitzt.